# Nacozari de García (municipalité)
Pour la ville, voir Nacozari de García.
Nacozari de García est une municipalité de l'État de Sonora dans le Nord-Ouest du Mexique. Elle couvre une superficie de 3 069 km2 et a une population d'environ 14 363 habitants en 2000.